# Hololepta aradiformis
Hololepta aradiformis är en skalbaggsart som beskrevs av Wilhelm Ferdinand Erichson 1834. Hololepta aradiformis ingår i släktet Hololepta och familjen stumpbaggar. Inga underarter finns listade i Catalogue of Life.